# Distrito de Iishi
El distrito de Iishi (飯石郡 Iishi-gun?) es un distrito localizado en la prefectura de Shimane, Japón. En junio de 2019 tenía una población estimada de 4.696 habitantes y una densidad de población de 19,3 personas por km². Su área total es de 242,88 km².

## Localidades
- Iinan